# فرانسوا پرودو
فرانسوا پرودو (انگلیسی: François Perrodo؛ زادهٔ ۱۴ فوریهٔ ۱۹۷۷) کارآفرین و مدیر ارشد اجرایی اهل فرانسه است، که بعنوان رئیس هیئت مدیره شرکت نفتی پرنکو فعالیت می‌کند.